# Salaise-sur-Sanne
Salaise-sur-Sanne é uma comuna francesa na região administrativa de Auvérnia-Ródano-Alpes, no departamento de Isère. Estende-se por uma área de 16,11 km². Em 2010 a comuna tinha 4 556 habitantes (densidade: 282,8 hab./km²).